# Nuraghe Oes

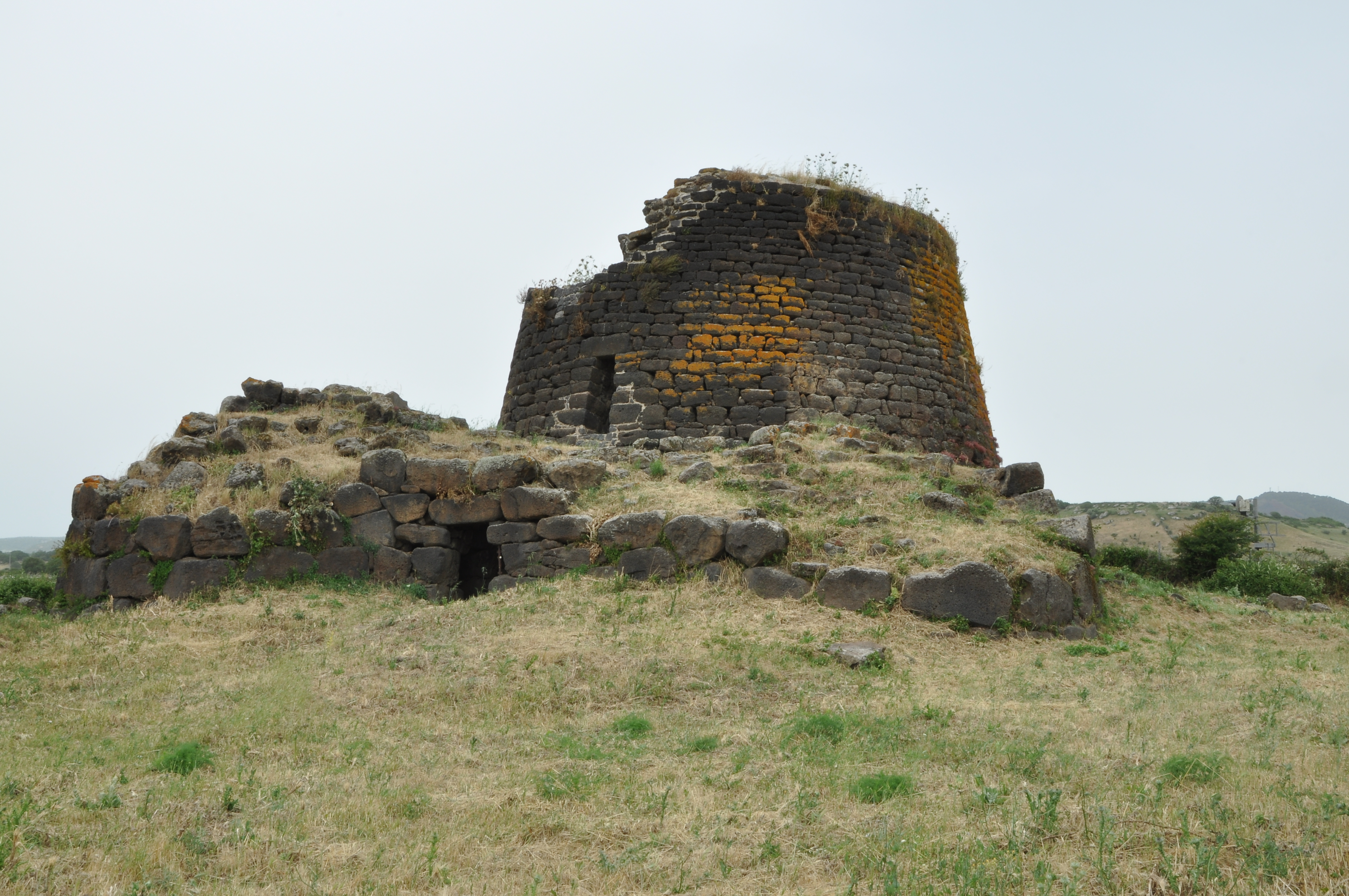
Die Nuraghe Oes

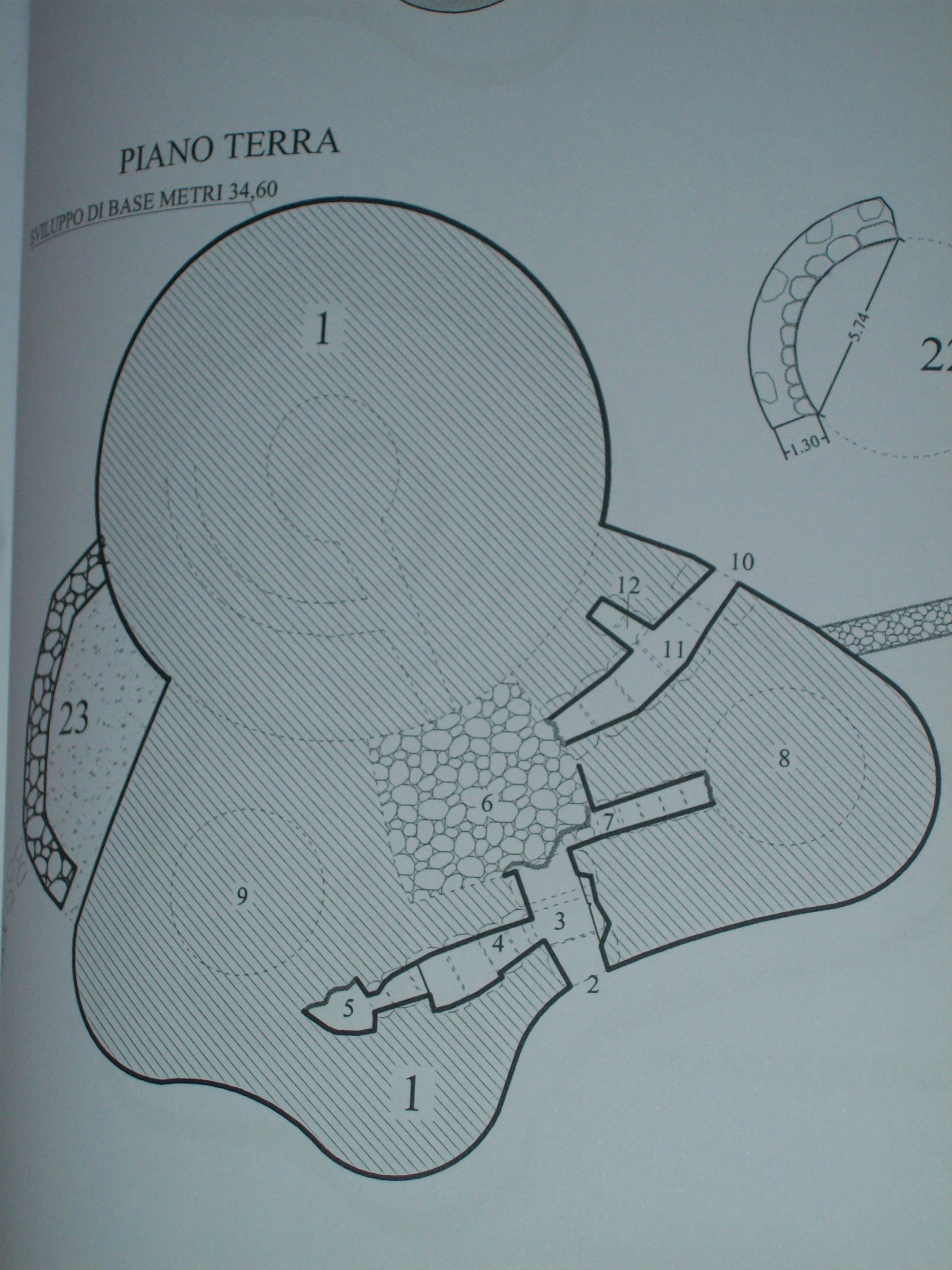
Plan der Nuraghe Oes

Die Nuraghe Oes liegt im Valle dei Nuraghi in der Nähe von Giave bzw. Torralba in der Metropolitanstadt Sassari auf Sardinien. Sie ist eine Kuppel- oder Tholosnuraghe der bronzezeitlichen Nuraghenkultur.

## Beschreibung
Die 2012 einer Ausgrabung unterzogene Nuraghe beeindruckt durch die Gleichmäßigkeit der Steinreihen am zentralen Turm, die in ähnlich exakter Form auch bei der Nuraghe Losa vorliegt. Die Reste der beiden sekundären Tholoi sind mittels kompaktem Mauerwerk mit dem Hauptturm verbunden. Ihre Formen sind insofern originell, da die seltenen, nischenlosen Tholoi der sekundären Türme (wie bei Sa Domu ’e s’Orku) nicht konzentrisch zur Außenmauer ausgeführt wurden. Die Dreiecksbastion umschließt einen nahezu rechteckigen Hof. Der durch zwei Zugänge mit Seitennischen erreichbar ist.
Nuraghen sind prähistorische und frühgeschichtliche Turmbauten der Bonnanaro-Kultur (2200–1600 v. Chr.) und der mit ihr untrennbar verbundenen, nachfolgenden Nuraghenkultur (etwa 1600–400 v. Chr.) auf Sardinien.
Beim Nuraghenbau wurden große Steinblöcke ohne Mörtel zu einem Turm aufgeschichtet, der sich nach oben verjüngt und innen etagenweise mit einem falschen Gewölbe abschloss. Der ebenfalls nischenlose zentrale Innenraum der Nuraghe Oes zeigt dagegen eine Besonderheit, die man nur bei zwei oder drei anderen Nuraghen findet. Simse und die für Balken benutzten Löcher deuten darauf hin, dass die Böden der oberen (vermutlich drei) Stockwerke nicht wie üblich mittels Gewölben, sondern mit Holzkonstruktionen verwirklicht wurden. Nur die Decke der obersten Etage, die abgetragen ist, beendete das Bauwerk mit der üblichen Tholosstruktur. Die spiralförmige rechtsläufige Treppe, die im ungegliederten (nischenlosen) Zugang beginnt und innerhalb der Wand (in drei Wendeln erhalten) zu den oberen Stockwerken führt, entspricht den Treppen in anderen Nuraghen. Wie Lilliu feststellt, scheint die Erfindung der Holzetagen im Gegensatz zum traditionellen, aufwendigeren System modern. Es ließ sich Bauzeit, Material und Platz einsparen, wobei zugleich weniger Gewicht auf den Mauern lastete. Letzteres spiele bei der Nuraghe Oes, die über ein ungewöhnlich dickes Mauerwerk verfügt, jedoch keine Rolle. Möglicherweise war sie höher als bisher angenommen. Die Etagenkonzeption lässt annehmen, dass die Nuraghe Oes aus einem späteren Zeitabschnitt stammt, als die 800 m entfernte Nuraghe Santu Antine. Darauf würde auch die besonders saubere Verarbeitung der Steine deuten, die wohl mit Metallwerkzeugen erfolgte.